# Гладково (Красноярский край)
Гладково — село в Саянском районе Красноярского края, административный центр Гладковского сельсовета.

## Расположение
Село расположено на правом берегу реки Ильбинки. До районного центра села Агинского — 14 км. До краевого центра Красноярска — 164 км.

## История
Основано в 1904 году. В 1926 году состояло из 82 хозяйств, основное население — русские. Центр Гладковского сельсовета Агинского района Канского округа Сибирского края.

## Население
| 1926 | 2010 |
| ---- | ---- |
| 492  | ↘359 |

## Инфраструктура
В селе есть школа, детский сад, почта, телеграф, несколько магазинов.